# Rande s hvězdou
Rande s hvězdou (Starstruck) je americký hudební film z roku 2010 z produkce Disney Channel Original Movies.
Film režíroval Michael Grossman, hlavní roli zpěváka Christophera Wilda hraje Sterling Knight. Film byl natočen v Los Angeles. Na českém Disney Channel měl film premiéru dne 1. května 2010.

## Hlavní role
- Sterling Knight jako Christopher Wilde – slavná hollywoodská popová hvězda. Zamiloval se do Jessicy.
- Danielle Campbell jako Jessica Olson – dívka stojící nohama pevně na zemi. Je z Michiganu.
- Brandon Mychal Smith jako Albert J. „Stubby“ Stubbins – Christopherův nejlepší kamarád.
- Chelsea Staub jako Alexis Bender – slavná, ale namyšlená herečka, která randí s Christopherem.
- Maggie Castle jako Sara Olson – starší sestra Jessicy. Je velkou fanynkou Christophera Wilda a je do něj zamilovaná.
- Dan O' Connor jako Dean Olson – otec Sary a Jessicy.
- Beth Littleford jako Barbara Olson – matka Sary a Jessicy.
- Alice Hirson jako babička Olsonová – babička Sary a Jessicy.
- Lauren Bowles jako Sherry Wilde – Christopherova matka a manažerka.
- Ron Pearson jako Daniel Wilde – Christopherův otec a manažer.
- Toni Trucks jako Libby Lam – televizní reportérka, která odhalí pravdu o Christopherovi a Jessice.
- Matt Winston jako Alan Smith – režisér, který chce Christophera obsadit do svého filmu.

## Děj
Sara Olsonová (Maggie Castle) z Michiganu je posedlá fanynka popové star a idolu mnoha mladých dívek Christophera Wilda (Sterling Knight), která spolu se svou rodinou jede navštívit babičku, která bydlí v Hollywoodu v Kalifornii. Christopher mezitím usiluje o roli ve filmu, podmínkou je, aby se choval slušně a neukazoval se před bulvárními plátky.
V Kalifornii přesvědčí Sara svou mladší sestru Jessicu (Danielle Campbell), aby ji doprovodila do klubu, kde se pořádá party Christopherovy pseudo-přítelkyně Alexis Bender (Chelsea Staub), kde má také vystupovat právě Christopher. Sara opouští Jessicu, která na ní čeká před klubem v autě, a vydává se do klubu, aby se setkala s Christopherem.
Znuděná Jessica, která čeká v autě, se rozhodne, že půjde Saru hledat, jde dovnitř a Christopher ji omylem udeří do hlavy při otevírání dveří. Protože se Christopher chce vyhnout paparazzi, odváží Jessicu na vyšetření do nemocnice a poté ji odveze k sobě domů, protože tam musí udělat „dojem“ na filmového režiséra, který mu nabízí zajímavou filmovou roli. Poté odváží Jessicu konečně do domu její babičky a Jessica mu umožní, aby přespal u nich v garáži, když zjistí, že je paparazzi tajně sledují.
Příští den Sara odváží Jessicu na pláž v Malibu s nadějí, že tam konečně uvidí Christophera. Sara jde od Jessicy dál a ta později pozná, že tam je Christopher v přestrojení a posadí se k němu. Poté musí urychleně opustit pláž, protože si jich všimnou paparazzi a odjíždí v autě babičky Jessicy. Jakmile se dostanou pryč, Christopher ukazuje Jessice Los Angeles. Když se pokusí se vrátit do Malibu, opět je pronásledují paparazzi a když se vyhnou z hlavní silnice, tak auto babičky Jessicy zapadne do bahna.
Při cestě zpět do Malibu se Jessica s Christopherem pohádají, když Jessica nazve Christopherův život „falešným“. Nakonec Christopher řekne, že si to s Jessicou užíval, protože byla jiná než ostatní, a usmíří se. Když se ale vrátí na pláž, Christopher řekne Jessice, že nikomu nesmí říct, co se mezi nimi stalo, protože on je hollywoodská hvězda a ona jen obyčejná holka, což by mohlo poškodit roli Christophera ve filmu, o kterou má zájem. Rozzlobená Jessica se se zlomeným srdcem vrací zpět se svou rodinou do Kalamazoo. Přes média ale zjistí její vztah s Christopherem. V televizi uvidí v nějakém pořadu Christophera, který říká, že se s ní nikdy nesetkal. Jessica paparazzitům řekne, že je rozzlobená z toho způsobu, který nutí lhát a skrývat se od skutečného světa Christophera před médii a když zjistí, že jí paparazzi táboří před domem, řekne, že se Christopherem nikdy nesetkala.
Poté se s Christopherem jeho „přítelkyně“ Alexis rozejde a Christopher si uvědomí, že mu na Jessice opravdu záleží. Jeho nejlepší kamarád Stubby (Brandon Mychal Smith) ho přesvědčí, že se musí naučit rozhodovat sám za sebe. Christopher pak řekne rodičům, aby už dál nebyli jeho manažery, a vzdá roli ve filmu, kvůli které se musel držet dál od bulvárních plátků a nesměl „vyvádět hlouposti“.
Poté, co Sařina kamarádka (která je Christopherem také posedlá) urazí Jessicu a řekne jí, že si vše vymyslela, Sara nabídne Jessice, aby s ní šla na školní ples. Jessica přijímá a Sara jí pomáhá s přípravami na ples. Na plese potká Jessica Christophera, který se jí během písničky omlouvá. Když přijdou paparazzi na ples, Christopher jim řekne, že lhal a že je do Jessicy zblázněný. Jessica se usměje, přijme omluvu a také pozvání na „skutečné“ rande s Christopherem.

## Soundrack
Soundtrack k filmu byl v České republice vydán dne 26. dubna 2010.

### Seznam skladeb
| Stopa | Název písně (interpret)                                            | Délka písně |
| ----- | ------------------------------------------------------------------ | ----------- |
| 1     | „Starstruck“ (Christopher Wilde)                                   | 2:55        |
| 2     | „Shades“ (Christopher Wilde feat. Stubby)                          | 3:03        |
| 3     | „Hero“ (Christopher Wilde)                                         | 3:17        |
| 4     | „Something About the Sunshine“ (Christopher Wilde a Anna Margaret) | 3:07        |
| 5     | „What You Mean to Me“ (Christopher Wilde)                          | 4:17        |
| 6     | „Party Up“ (Stubby)                                                | 3:16        |
| 7     | „Got to Believe“ (Christopher Wilde)                               | 3:20        |
| 8     | „Hero (Acoustic)“ (Christopher Wilde)                              | 2:33        |
| 9     | „Something About the Sunshine (Solo)“ (Anna Margaret)              | 3:06        |
| 10    | „New Boyfriend“ (Anna Margaret)                                    | 3:05        |
| 11    | „Welcome to Hollywood“ (Mitchel Musso)                             | 2:29        |
| 12    | „Make a Movie“ (Jasmine Sagginario)                                | 3:10        |